# Tomaž Nose
Tomaž Nose (Novo mesto, 21 april 1982) is een Sloveens voormalig wielrenner.

## Belangrijkste overwinningen
2003
- 2e etappe GP Tell

2004
- 6e etappe Ronde van Slovenië
- 2e etappe GP Tell
- Eindklassement GP Tell

2006
- 2e etappe Ronde van Slovenië
- 3e etappe Ronde van Slovenië
- Eindklassement Ronde van Slovenië

2007
- Eindklassement Ronde van Slovenië

## Resultaten in voornaamste wedstrijden
| Jaar | Ronde van Lombardije |
| ---- | -------------------- |
| 2004 | 25e                  |